# La Colombe et la Fourmi
La Colombe et la Fourmi est la douzième fable du livre II de Jean de La Fontaine situé dans le premier recueil des Fables de La Fontaine, édité pour la première fois en 1668.

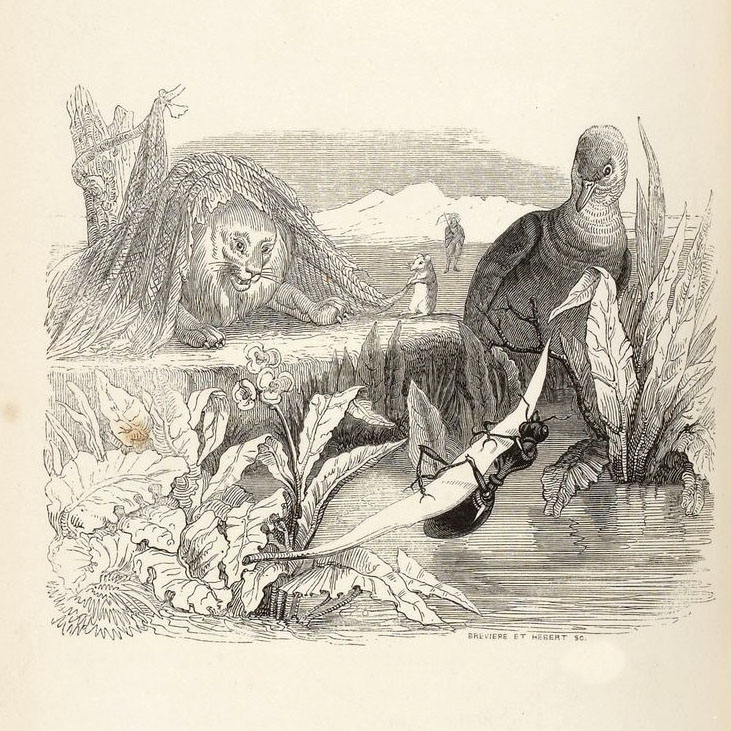
Illustration de Grandville (1838-1840)

## Texte
LA COLOMBE ET LA FOURMI
[Ésope]
L'autre exemple est tiré d'animaux plus petits.

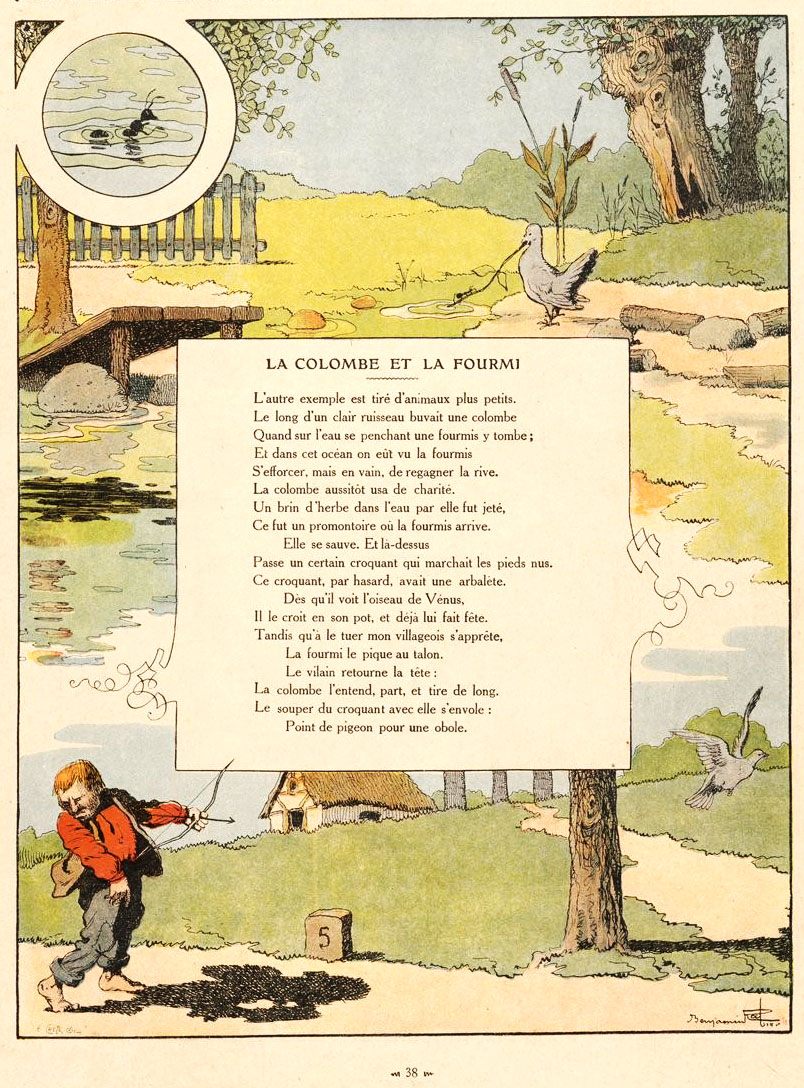
Illustration de Benjamin Rabier (1906)

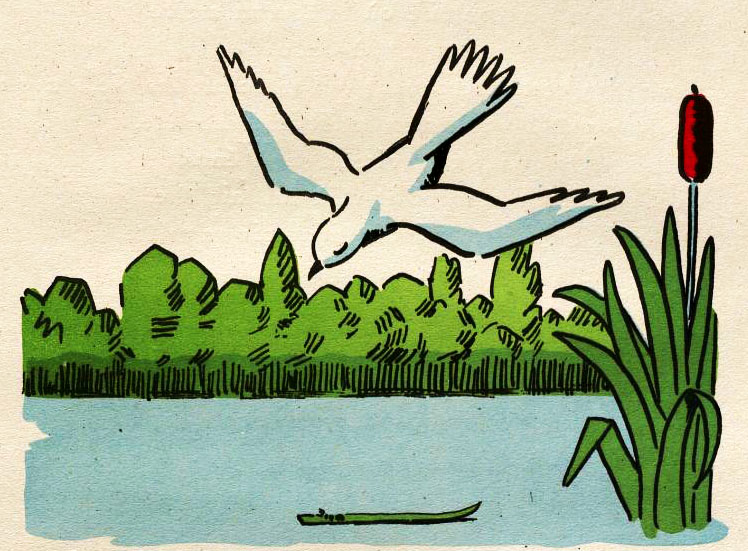
Illustration d'André Hellé (1946)

Le long d'un clair ruisseau buvait une Colombe,

Quand sur l'eau se penchant une Fourmi y tombe.

Et dans cet océan l'on eût vu la Fourmi

S'efforcer, mais en vain, de regagner la rive.

La Colombe aussitôt usa de charité :

Un brin d'herbe dans l'eau par elle étant jeté,

Ce fut un promontoire où la Fourmi arrive.

Elle se sauve ; et là-dessus

Passe un certain Croquant qui marchait les pieds nus.

Ce Croquant, par hasard, avait une arbalète.

Dès qu'il voit l'Oiseau de Vénus

Il le croit en son pot, et déjà lui fait fête.

Tandis qu'à le tuer mon Villageois s'apprête,

La Fourmi le pique au talon.

Le Vilain retourne la tête :

La Colombe l'entend, part, et tire de long.

Le souper du Croquant avec elle s'envole :

Point de pigeon pour une obole.
Vocabulaire
Croquant : gueux, misérable qui n'a aucun bien, qui en temps de guerre n'a pour toutes armes qu'un croc (dictionnaire de Furetière)
Oiseau de Vénus : la colombe est l'oiseau associé à Vénus, la déesse de la volupté et mère de l'Amour
Vilain : roturier, paysan. Mot médiéval
Tirer de long : s'enfuir. Populaire
Obole : monnaie grecque de petite valeur